# Nachaux
Le Nachaux (parfois orthographié Nachau) est un ruisseau de Belgique, affluent de la Mehaigne.
Il se jette dans la Mehaigne à Noville-sur-Mehaigne.